# Stanislav Hočevar
Stanislav Hočevar (Jelendol, 1945. november 12. –) szlovén szalézi szerzetes, római katolikus püspök, belgrádi érsek. 

## Pályafutása
Stanislav Hočevar a škocjani Jelendol nevű faluban született, négygyermekes család utolsó gyermekeként. Apját a második világháború vége után a partizánok egy erdőbe hurcolták, ahol nyom nélkül eltűnt. Anyja nagy szorgalommal szerezte a mindennapi kenyeret.

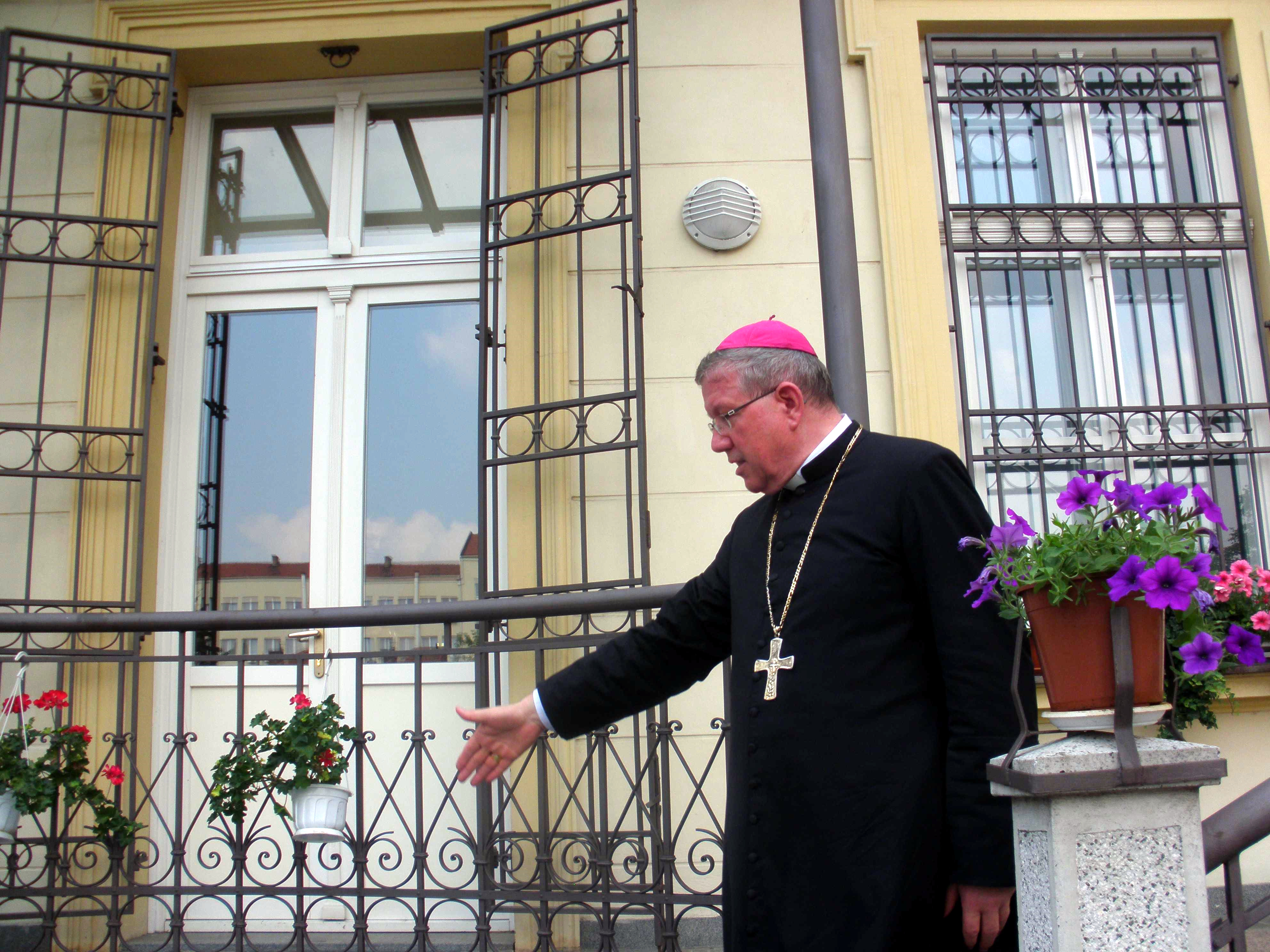
Hočevar érsek azt a helyet mutatja a püspöki palotában, ahol infarktus következtében az oroszországi nagykövet 1914-ben meghalt

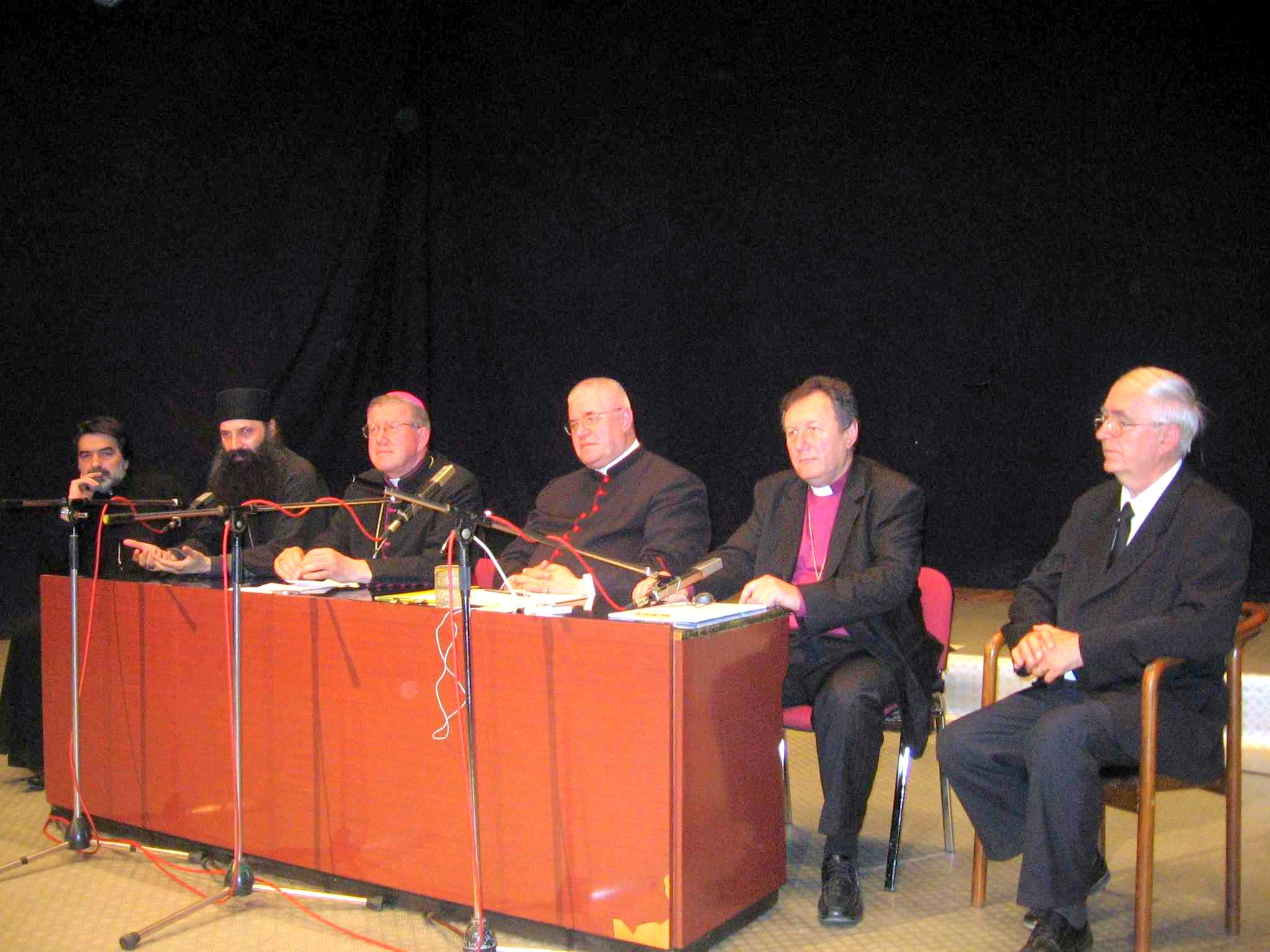
Hočevar érsek az újvidéki ökumenikus találkozón 2006. szeptember 12-én. Jelen vannak katolikusok, ortodoxok, reformátusok és evangélikusok.

### Püspöki pályafutása
Püspöki jelmondata: Servite Domino in laetitia (Örömmel szolgáljatok az Úrnak)

## Művei
- Peter iz Poljske (Lengyelországi Péter). Knjižice kiadó, Ljubljana-Rakovnik, 1978.
- Veliko znamenje – šmarnice (Nagy jel – májusi olvasmányok). Knjižice kiadó, Ljubljana-Rakovnik, 1988.